# Матичне књиге
Матичне књиге воде евиденцију о личним стањима грађана у Србији. Питања у вези са вођењем матичних књига регулисана су Законом о матичним књигама и подзаконским актима у области матичних књига.
Постоје три врсте матичних књига:
1. Матична књига рођених
2. Матична књига венчаних и
3. Матична књига умрлих